# Margarethe Vater
Margarethe Emma „Grete“ Vater (* 2. Februar 1898 in Berlin; † unbekannt) war eine deutsche Pädagogin.

## Leben
Von 1928 bis 1948 war Vater in Berlin als Gewerbeoberlehrerin und Fachvorsteherin an Berufs- und Fachschulen tätig. Sie wurde nach 1945 Leiterin des Seminars für Berufsschullehrerinnen und lehrte von 1960 bis 1963 als Professorin für Hauswirtschaft an der Pädagogischen Hochschule Berlin. Sie war ab 1953 erste Vorsitzende des Vereins Neue Hauswirtschaft, aus der die Verbraucherzentrale Berlin hervorging. 1969 wurde sie deren Ehrenvorsitzende.
Magarethe Vater hatte eine Schwester mit Namen Elise. Von 1918 an stand sie in freundschaftlicher Beziehung zur Familie Heuss.

## Ehrungen
- 1968: Verdienstkreuz 1. Klasse der Bundesrepublik Deutschland[3]
- 1969: Ehrenvorsitzende der Verbraucherzentrale Berlin

## Schriften
als Autorin
- Krankenpflege zu Hause – Berlin, Scherl, 1935 (mit Ursula Puppe; mit 60 Zeichnungen von Hertha Koch)
- Haushaltpflege – Leipzig/Berlin/Wien, Verlag Otto Beyer, 1939
- mit Maria Gehrt: Die Alkoholfrage in der weiblichen Berufs- und Haushaltungsschule – Berlin-Dahlem, Verlag Auf d. Wacht 1929
- mit Ursula Puppe: Arbeitsblätter für die Küche: Nach Unterrichtserfahrungen zusammengestellt. Langensalza; Berlin; Leipzig, J. Beltz, 2.  Auflage 1940

als Herausgeberin
- Elly Heuss-Knapp: Bürgerin zweier Welten: Ein Leben in Briefen und Aufzeichnungen. – Tübingen: Wunderlich, 1961